# Louise Espersen
Louise Espersen (Thorning, 17 febbraio 1992) è una cantante danese.

## Biografia
Louise Espersen è salita alla ribalta nel 2005 con la sua partecipazione al talent show di TV2 Scenen er din e, tre anni dopo, a Talent, dove è arrivata in semifinale. Nel 2009 è uscito il suo album di debutto Hvorfor tænke på i morgen, che è entrato nella classifica danese raggiungendo il 37º posto.

## Discografia

### Album in studio
- 2009 – Hvorfor tænke på i morgen
- 2016 – Du løfter mig

### Singoli
- 2016 – Du løfter mig
- 2020 – Det handler om kærlighed